# SK Latvijas Avīze
SK Latvijas Avīze ist ein lettischer Unihockey-Verein aus Riga, der in der ersten lettischen Unihockey-Liga spielt.

## Geschichte
SK Latvijas Avīze wurde 1994 gegründet und gehört besonders bei den Damen zu den erfolgreichsten Teams in Lettland. Die Herren von Avize konnten letztes Jahr endlich ihre erste Meisterschaft feiern und dominieren seitdem mit Kekava die Liga.

## Erfolge
Damen:
- 1999–2000: Vizemeister
- 2000–2001: Meister
- 2001–2002: Meister
- 2002–2003: Vizemeister
- 2003–2004: Vizemeister
- 2004–2005: Vizemeister
- 2005–2006: Meister

Herren:
- 1999–2000: 4. Platz
- 2000–2001: Play-off-Viertelfinale
- 2001–2002: Play-off-Viertelfinale
- 2002–2003: 4. Platz
- 2003–2004: 6. Platz
- 2004–2005: Vizemeister
- 2005–2006: Meister